# Crambidia dusca
Crambidia dusca là một loài bướm đêm thuộc phân họ Arctiinae, họ Erebidae.